# Назви мене своїм ім'ям (роман)
«Назви мене своїм ім'ям» (англ. Call Me by Your Name) — роман американського письменника Андре Асімана, вперше виданий 2007 року. 2019 року було опубліковано продовження — роман «Знайди мене».

## Сюжет
Розповідь ведеться від імені Еліо Перлмана, який згадує події, що відбулися влітку 1983 року, коли йому було 17 років. Він мешкав в Італії з батьками, які кожного літа протягом шести років запрошували у гості докторанта, котрий займався не лише рукописом своєї роботи, але й допомагав батькові Еліо з науковими матеріалами. Еліо протестує проти подібного стану речей, бо йому доводиться звільняти для гостя на час його перебування свою спальню.
Того літа до Перлманів приїхав Олівер, 24-річний безтурботний та відсторонений молодик, геть не схожий на інтроверта Еліо. Еліо зацікавлюється Олівером і радо виступає у ролі гіда по околицях для нього, та Олівер лишається байдужим. Якось після гри у теніс Олівер розминає плече Еліо, той дратується та втікає. Еліо розуміє свою бісексуальність та свій потяг до Олівера, — йому особливо подобається, що Олівер також єврей, що зближує їх. Проте Еліо не сподівається, що Олівер відповість на його почуття.
Еліо прокрадається до спальні Олівера і мастурбує в його ліжку в його плавках. Прогулюючись містом, Еліо зізнається Оліверові у своїх почуттях, але той пропонує зробити вигляд, неначе цієї розмови не було. Еліо приводить Олівера до свого «таємного місця» — на скелю, де за легендою Клод Моне написав деякі зі своїх картин, де вони цілуються. Під час обіду Олівер під столом пестить своїми стопами ноги Еліо, а в того від хвилювання починає текти з носа кров.
Але наступними днями хлопці віддаляються одне від одного. В Еліо починаються стосунки з місцевою дівчиною на ім'я Марція, його ровесницею. Та якось Еліо просовує під двері Олівера записку, у якій просить поговорити з ним. У записці-відповіді Олівер призначає йому зустріч о півночі. Еліо приходить до Олівера, й вони кохаються, називаючи одне одного своїми власними іменами — на знак того, що кохають один одного як самого себе. Пізніше Еліо охоплює незрозуміле почуття провини.
Наступного ранку Олівер з'являється до сніданку в купальному костюмі Еліо, тим самим копіюючи його фетишистську поведінку. Пізніше Олівер робить Еліо мінет, але полишає  його збудженого, обіцяючи продовжити потім. Еліо йде до Марції та кохається з нею. Ближче до вечора Еліо у своєму ліжку мастурбує плодом персика та еякулює в нього. Приходить Олівер і, розгадавши маніпуляції Еліо з персиком, поїдає плід. Еліо намагається завадити йому, та несподівано починає плакати. Олівер міцно обіймає його.
Перед поверненням до США Олівер вирішує три дні провести у Римі. Еліо їде з ним. В готелі Олівер відмовляється від близькості з Еліо, пояснюючи це тим, що їх запрошено на вечірку до  його друга-поета. Після вечірки вони гуляють нічним Римом, цілуються та співають неаполітанських пісень. Тієї ночі, повернувшись до готелю, вони кохаються востаннє. По поверненню з Риму Еліо засмучується, коли бачить, що його речі повернули до його кімнати, а від присутності Олівера не лишилося й сліду, — окрім блакитної сорочки, яку той лишив йому на згадку. Щоб допомогти синові, батько заводить з ним розмову, схвально відгукуючись про його дружбу і стосунки з Олівером, та натякаючи, що замолоду з ним також сталася подібна історія ("звісно, не така, але..."). Батько радить синові не придушувати біль, а відчути, прожити його до кінця, аби з віком не втратити здатність відчувати. Згодом зі Сполучених штатів телефонує Олівер і говорить Еліо, що взяв з його кімнати сувенір на згадку. Еліо з'ясовує, що то листівка із зображенням скелі, де вони вперше поцілувалися.
На Різдво Олівер відвідує Перлманів та повідомляє, що навесні він одружується. Вони з Еліо цілуються, але на більше Олівер не погоджується. Після цього Олівер і Еліо на довгі роки припиняють спілкування.
Вісім років потому батьки телефонують Еліо, який саме навчається в США, та передають слухавку Оліверу, — той саме гостює з дружиною і двома синами на віллі Перлманів. Еліо називає Олівера своїм ім'ям, але той відповідає так, неначе не розуміє, що це значить, чим робить Еліо боляче.
Через 15 років Еліо навідує Олівера у США, де той займає посаду професора в одному з коледжів Нью-Гемпшира. Еліо не бажає зустрічатися з його дружиною та дітьми, бо, як і раніше, ревнує Олівера до його родини. Олівер зізнається, що слідкував за кар'єрою Еліо, і навіть показує йому ту саму листівку, яку колись узяв з його кімнати та зберігав протягом років. Під час прощання у барі Олівер зізнається, що після їхньої розлуки життя стало схоже на коматозний стан, у який вони знов поринуть, лишень-но вийдуть з цього бару й розійдуться.
Через 20 років по їхній першій зустрічі й за рік до того, як Еліо почав розповідати цю історію, Олівер знову навідує Перлманів в Італії. Еліо повідомляє йому, що містер Перлман помер, а він розвіяв його попіл по усій земній кулі. Олівер пам'ятає усі їхні місця, усі подробиці їхніх стосунків. Він говорить Еліо, що він помилявся, що насправді він такий самий як Еліо. Роман завершується словами Еліо, що якщо Олівер дійсно його кохає і пам'ятає все, що між ними було, то він має ще раз озирнутися та "подивитися мені в обличчя, втримуючи мій погляд, і покликати мене своїм ім'ям".

## Адаптації
2017 року вийшов кінофільм «Назви мене своїм ім'ям» Луки Гуаданьїно з Тімоті Шаламе у ролі Еліо та Армі Гаммером у ролі Олівера. Стрічка отримала добру критику та безліч нагород, у тому числі премії Оскар та BAFTA за найкращий адаптований сценарій (Джеймс Айворі).
Також 2017 року видавництвом «Macmillan Publishers» було випущено аудіоверсію роману у виконанні Армі Гаммера.

## Нагороди
- 2008 — Премія «Лямбда» у категорії Найкращий твір на тему чоловічої гомосексуальності.

## Критика
Оглядач «Нью-Йорк таймс» Стейсі Д’Еразмо назвала роман «Назви мене своїм ім'ям» «виключно красивою книгою». В огляді для «Нью-Йоркер» Синтія Зарін сказала: «Дебютний роман Асімана показує, наскільки пронизливо можна написати про пристрасть». У газеті «The Washington Post» Чарльз Кайзер написав: «Якщо Ви коли-нибудь були одержимі коханням — силою набагато більшею, ніж Ви самі, яка тягне Вас до об'єкту Вашого бажання, — ви відчуєте усі тонкощі прекрасного нового роману Андре Асімана „Назви меня своїм ім'ям“».